# Протестантизм в Республике Корея
Протестантизм в Республике Корея — крупнейшее из направлений христианства в стране.

## История

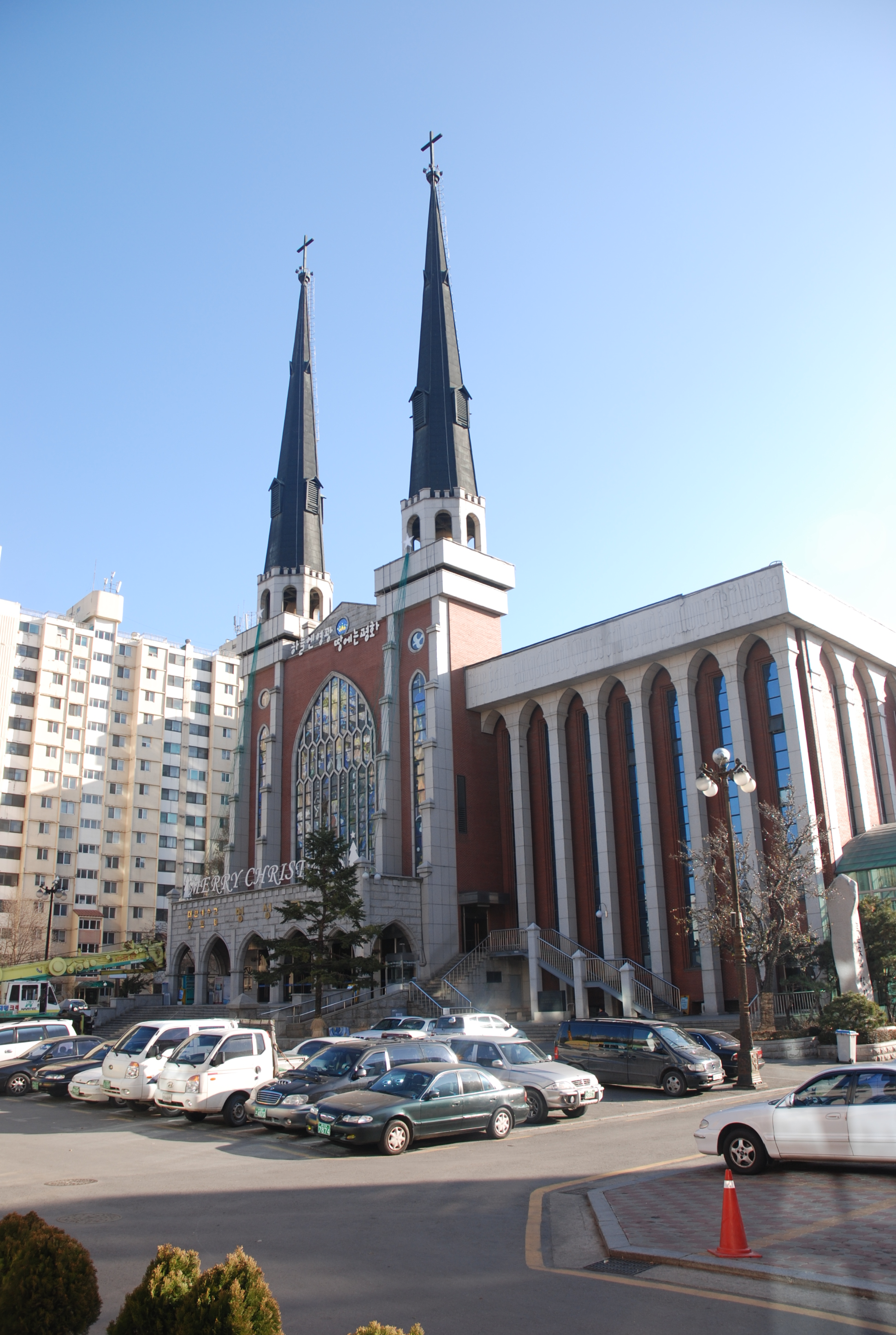
Пресвитерианская церковь в Сеуле

Появление в Корее протестантизма относят к концу XIX в., что является результатом увеличения присутствия на Дальнем Востоке западных государств, открытия Кореи, ранее проводившей политику изоляционизма, и начала модернизации страны. Развитию протестантизма также способствовал тот факт, что у корейцев не имелось единой государственной религии, в обществе практиковались шаманизм, буддизм и конфуцианство.
Осознавая отсталость своей страны от Запада, многие корейцы обращаются к протестантским миссионерам, которые воспринимались как носители знаний. Выступающий проводником прогресса и делающий ставку на социокультурную деятельность, протестантизм положительно воспринимался простыми корейцами, для которых его принятие было равнозначно переходу к более перспективной культуре. Многие христиане рассматривали свою веру как фактор экономического подъёма страны, который представлялся как признаки одобрения Бога. В период японской оккупации имперскими властями всячески ограничивалась деятельность христианских церквей и насаждался культ синто. В сложившейся ситуации протестантская церковь стремилась увеличить своё влияние и призывала корейцев обратить внимание на своё национальное прошлое. Став одной из основ национального освободительного движения, протестантизм стал восприниматься как религия национальная и приобрел большую популярность во всех слоях общества.
До 1945 г. две трети корейских христиан жило на севере страны, но образовавшийся там режим противодействовал религии, что вызвало бегство многих людей на юг полуострова. Протестантизм в Республике Корея является одной из самых распространённых конфессий и важным элементом духовной, политической и экономической структуры жизни корейцев.

## Экуменизм
Национальный совет церквей Кореи (кор. 한국 기독교 교회 협의회) основан в Корее в 1924 году как «Национальный христианский совет Кореи», который в 1946 году получил своё нынешнее название, стал членом Всемирного совета церквей и продолжил работу в Республике Корея после разделения Корейского полуострова. Христианский совет Кореи (кор. 한국기독교총연합회) был основан в 1989 году, является национальным евангелическим альянсом в Республике Корея, членом Всемирного евангелического альянса.